# Outback
Pour les articles homonymes, voir Outback (homonymie).
L’Outback est l’arrière-pays généralement semi-aride de l’Australie, situé au-delà du bush. Grand comme les deux tiers de l’Europe, il n’est pas très peuplé : un peu plus d’un million d’habitants soit moins de 3 % de la population du pays.

## Faune

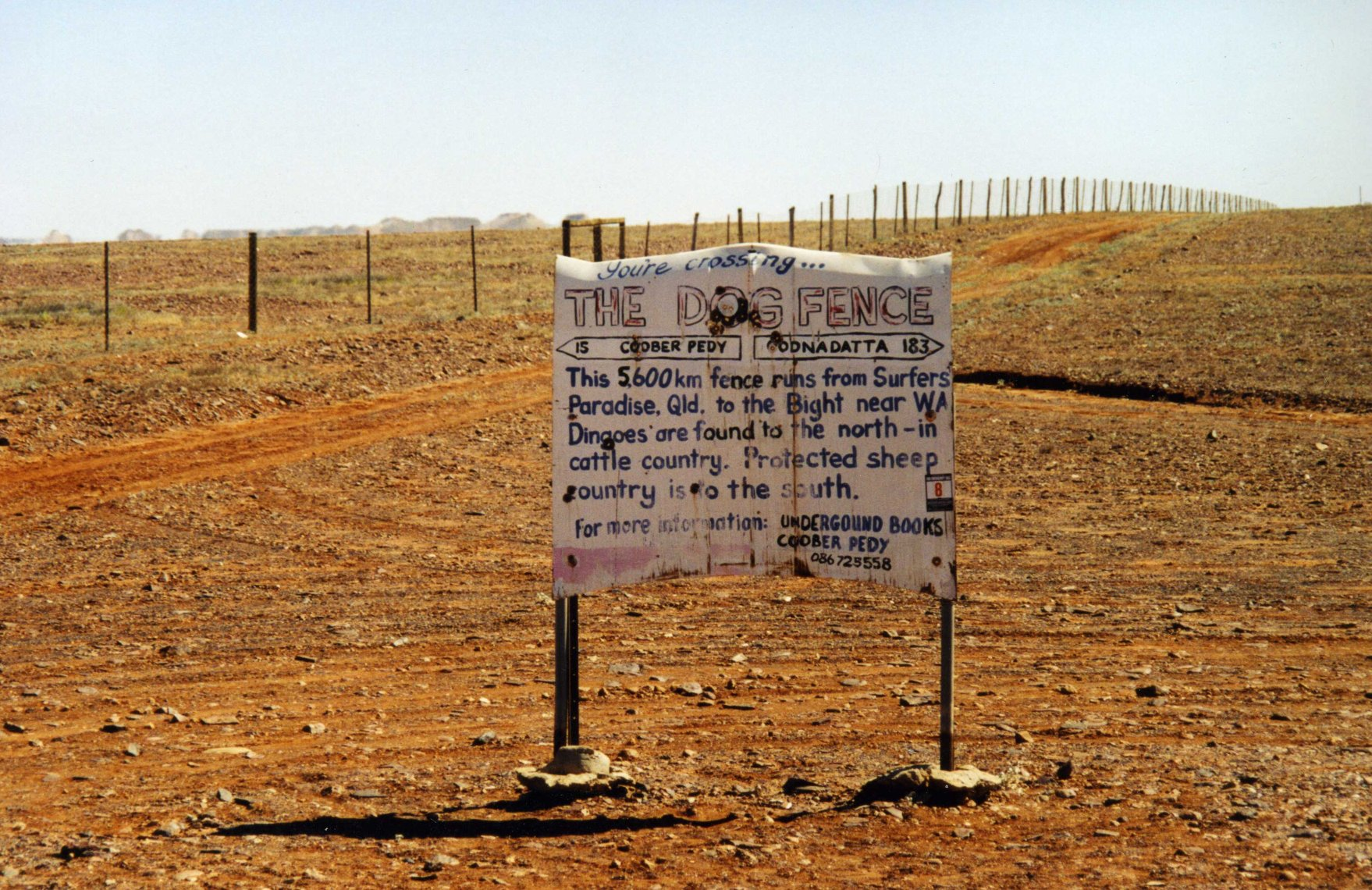
La barrière à dingos, près de Coober Pedy.

L’Outback australien peut sembler parfois désolé mais des animaux ont réussi à s’adapter au climat chaud et sec de cette région.
Certains animaux sont issus du marronnage :
- les brumbies sont des chevaux sauvages issus de chevaux domestiques relâchés à différentes périodes ;
- les dromadaires parcourent le désert ; ils ont été apportés par des colons afghans de l'ethnie pachtoune et sont retournés à la vie sauvage ;
- les dingos proviennent très vraisemblablement de chiens domestiques arrivés en Australie il y a plus de 3 500 ans et probablement moins de 5 000 ans ;
- les cochons, chats, renards, et lapins redevenus sauvages dégradent l'environnement et donnent lieu à des campagnes d'éradication longues et coûteuses.

D’autres animaux peuvent être considérés comme autochtones :
- les perruches, cacatoès et calopsittes colorés sont nombreux en début et fin de journée autour des points d’eau ;
- les kangourous vivent aussi dans la région ;
- de nombreuses espèces de lézards et de serpents peuplent l’outback ; certaines sont très dangereuses comme le serpent de la mulga ou le taïpan du désert.

## Exploitations minières

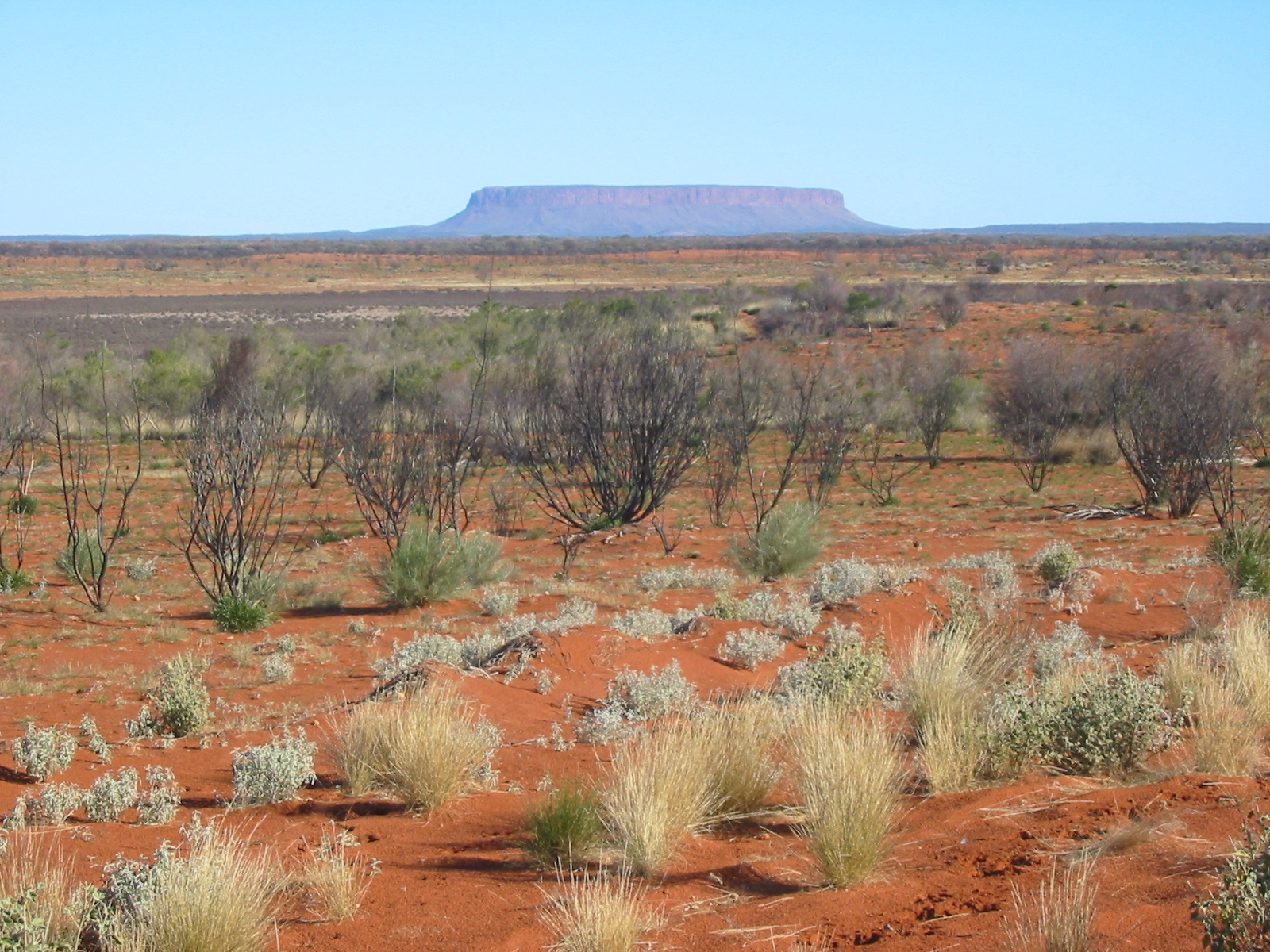
Paysage de l’Outback.

Avec l’agriculture et le tourisme, l’exploitation minière est la principale activité économique de cette vaste région. Grâce à l’absence de montagne et de glaciation depuis le permien, l’Outback est très riche en fer, aluminium, manganèse et uranium. On y trouve aussi de l’or, du nickel, du plomb et du zinc.
On y trouve aussi de l’opale en abondance et de nombreuses personnes s’y rendent et y achètent des concessions pour chercher de l’opale. Autour des mines et des gisements importants ont fleuri des villes.
Du pétrole est extrait près de la ville de Moomba (en). Ce sont des aborigènes qui y habitent.

## Tourisme

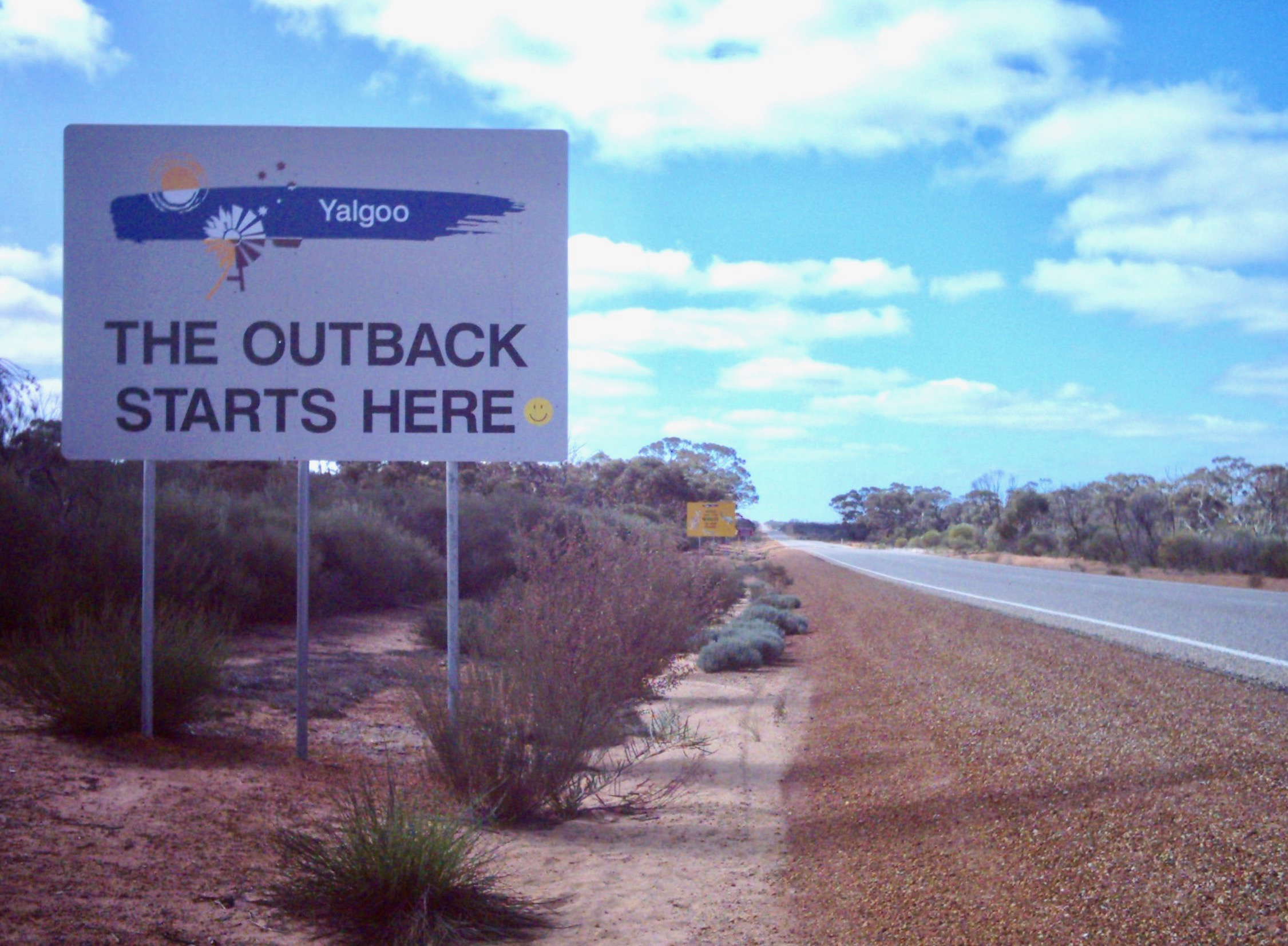
Panneau de signalisation touristique à Yalgoo.

L’Outback est traversé par un long chemin de fer, parcouru par The Ghan.
En tant qu'attraction touristique, on trouve notamment dans l'Outback de nombreux cratères météoritiques ainsi que des formations géologiques.
Parmi les sites les plus visités, on peut citer :
- Alice Springs ;
- Uluru/Ayers Rock ;
- Mount Isa ;
- Broken Hill ;
- Coober Pedy.